# Максим (Рябуха)
Максим Рябуха СДБ (нар. 18 травня 1980, Львів) — єпископ Української греко-католицької церкви, салезіянин, єпископ-помічник Донецького екзархату УГКЦ (2022—2024), екзарх Донецький з 2024 року.

## Життєпис
Народився 18 травня 1980 року у Львові. У 1998 році вступив до Салезіянського Згромадження святого Івана Боско, у якому 19 серпня 2005 року склав вічні обіти. Вивчав філософію у салезіянському Філософському інституті в м. Наве в Італії (1999—2001), афілійованому до Папського салезіянського університету в Римі, проходив пасторальну практику в Одесі (2001—2002), у 2002—2003 роках перебував у Львові. Богословські студії закінчив у Турині (2003—2006) і 4 серпня 2007 року отримав ієрейські свячення з рук єпископа-емерита Буенос-Айреського Андрія Сапеляка СДБ.
З 2007 по 2010 рік виконував обов'язки директора Ораторії — Катехитичної школи ім. св. Домініка Савіо у Львові та був координатором душпастирства молоді. Здобув дві вищі освіти: Міжрегіональна академія управління персоналом (бакалавр з правознавства, 2008—2011), Національний університет «Львівська політехніка» (магістр управління навчальними закладами, 2010—2011), Прикарпатський національний університет ім. В. Стефаника в Івано-Франківську (магістр з соціальної педагогіки, 2021—2015).
2010—2011 роках перебував у спільноті св. Івана Боско у м. Винники, де був відповідальним за Ораторію, а в 2011—2013 роках служив у м. Дніпропетровську. У 2013 році переїхав до Києва, щоб відкрити там перший салезіянський монастир і організувати спільноту. Став адміністратором релігійної громади Святого Івана Богослова в Києві, почав викладати в Київській Трьохсвятительській духовній семінарії та виконувати різні уряди в Київській архиєпархії. З лютого 2016 по липень 2018 працював в Апостольській нунціатурі в Україні, виконуючи обов'язки перекладача Апостольського нунція в Україні. 29 квітня 2018 став провінційним вікарієм, а з жовтня 2018 року — настоятелем монастирської спільноти Марії Помічниці Християн у Києві.

## Єпископ
19 вересня 2022 року Папа Франциск дав свою згоду на канонічний вибір ієромонаха Максима Рябухи єпископом-помічником Донецького екзархату, який здійснив Синод єпископів УГКЦ, і надав йому титул єпископа Стефаніяко.
Єпископська хіротонія відбулася 22 грудня 2022 року в Патріаршому соборі Воскресіння Христового в Києві. Головним святителем був Блаженніший Святослав, Глава УГКЦ, співсвятителями — владика Степан Меньок, екзарх Донецький, і владика Йосиф Мілян, єпископ-помічник Київської архиєпархії.
17 жовтня 2024 року у Ватикані повідомлено про те, що Отець і Глава Української Греко-Католицької Церкви Блаженніший Святослав за згодою Синоду прийняв зречення з уряду владики Степана Менька, дотеперішнього екзарха Донецького, а на його місце Святіший Отець поблагословив рішення Синоду Єпископів УГКЦ призначити владику Максима Рябуху. Інтронізація екзарха Донецького Максима Рябухи відбулася 21 листопада 2024 року в храмі Матері Божої Неустанної Помочі в Запоріжжі.